# Ouadane (departement)
Ouadane är ett departement i Mauretanien. Det ligger i regionen Adrar.